# Liánovec jedlý

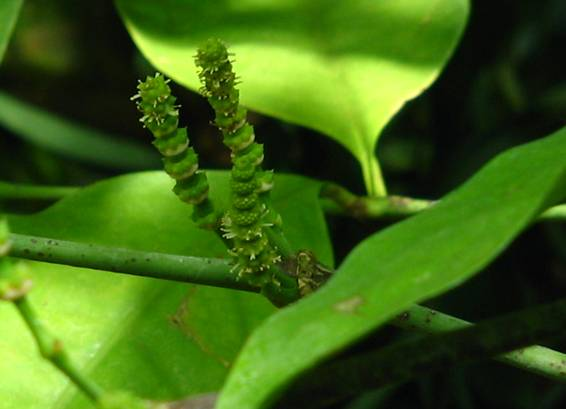
Samčí rostlina se šišticemi

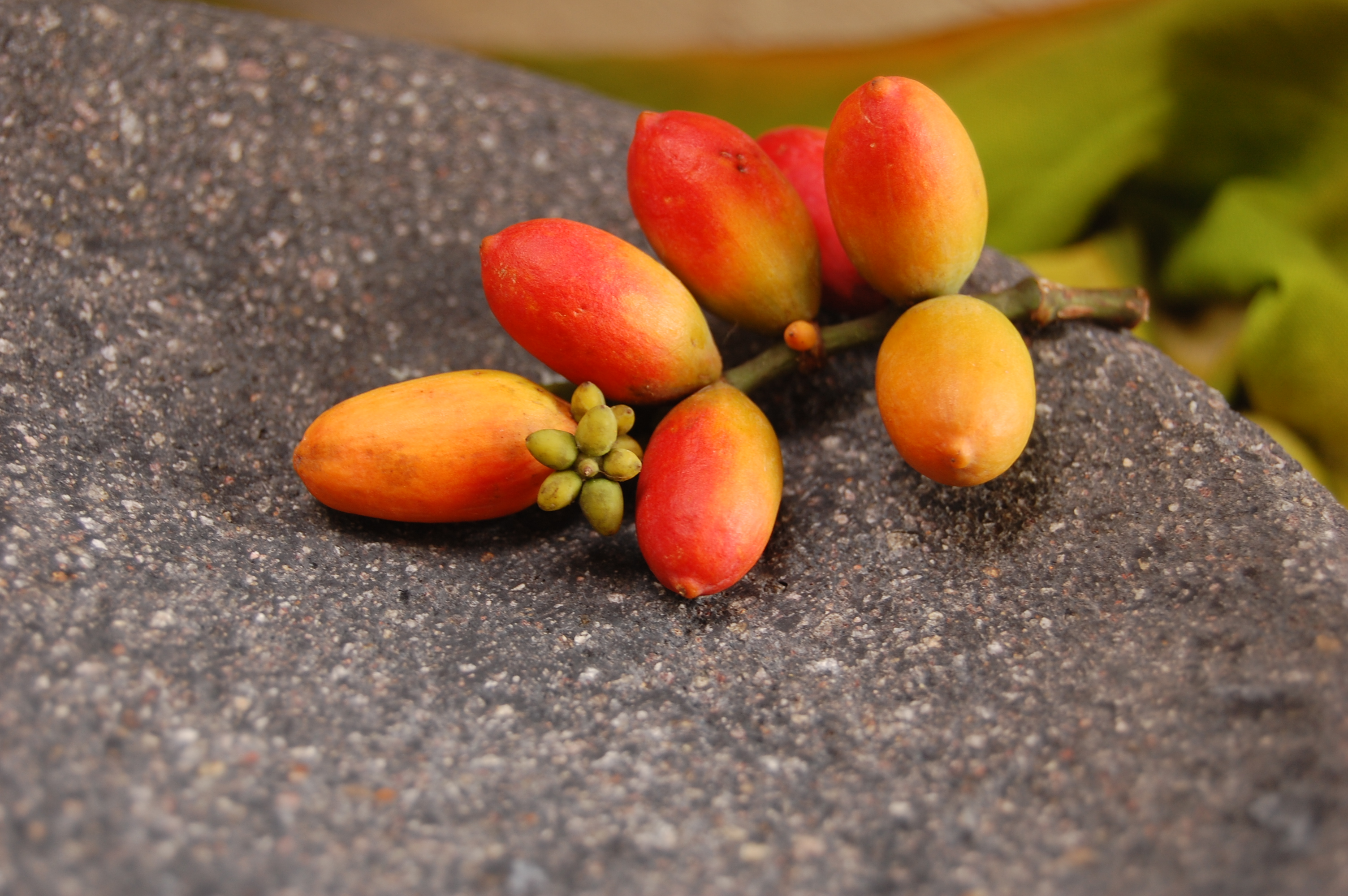
Zralé plody

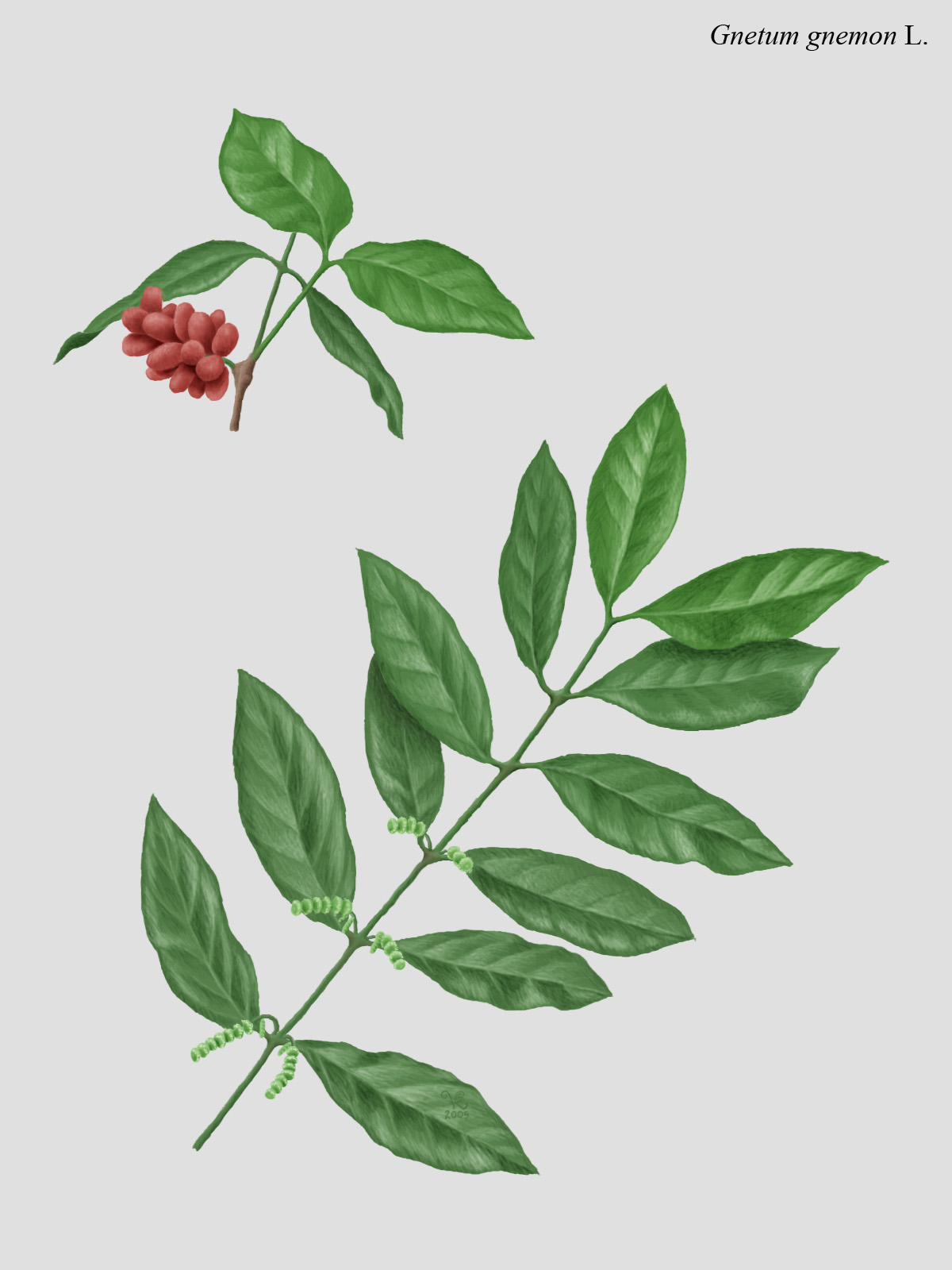
Větvička samičí rostliny

Liánovec jedlý (Gnetum gnemon) je stálezelená nahosemenná rostlina z čeledi liánovcovitých.

## Rozšíření
Je to nejrozšířenější a nejvyužívanější druh liánovce. Mimo Ásám v Indii, oblast svého původu, roste hlavně v Thajsku, Indočíně, Indonésii, na Malajském poloostrově, Filipínách a na ostrovech Papua Nová Guinea, Fidži, Vanuatu a Šalomounových ostrovech. Vyskytuje se volně v přírodě a je také pěstován v blízkosti lidských obydlí.

## Popis
Liánovec jedlý je neopadavý strom střední velikosti, dosahuje průměrné výšky 10 až 15 m a mívá průměr kmene okolo 40 cm. Koruna stromu je pyramidální s rozkladitými větvemi, u báze nápadně ztlustlými. Vstřícné listy jsou dost variabilní, bývají 8 až 20 cm dlouhé a 4 až 7 cm široké, eliptické až kosočtverečné, zprvu bronzové, posléze leskle tmavě zelené, řapík mají dlouhý 1 až 1,5 cm. Kůra stromu je šedá se zřetelnými kroužky na kmeni po starých větvích. Stromy mají hluboké kůlovité kořeny, je odolný proti cyklonům. Žije ve vzájemné symbióze s houbou (Scleroderma sinnamariense), která rostlině poskytuje fosfor a další stopové prvky.
Jsou to ve většině dvoudomé stromy nebo keře, jeden je samčí a druhý samičí, existují ale výjimky, kde na jednom se vyskytují rozmnožovací orgány obou typů. Je rostlinou nahosemennou, nemá květy. Jeho rozplozovací orgány jsou umístěny v šišticích (strobilech). Samičí, dlouhé 3 až 5 cm, jsou umístěny na krátkých brachyblastech vyrůstajících z uzlin větví. Z jednoho místa jich vyrůstá 5 až 8, nesou megasporangia s vajíčky za přisedlými listeny uspořádanými do přeslenů. Vajíčka jsou obalena dvojitým obalem, který se zráním oplodněného semene promění v dužnatý obal. Menší samčí šištice vyrůstající jednotlivě z úžlabí listů nesou mikrosporangia, obdobu prašníků s prašnými váčky u krytosemenných rostlin, z kterých pyl za pomoci větru opyluje vajíčka v samičích šišticích.
Vejčité plody s tenkou kůží jsou 1 až 3,5 cm dlouhé, nejdříve žluté, později červené s oranžovým nádechem, bývají uspořádány do kompaktních přeslenů, téměř nemají stopku. Plod soudkovitého tvaru se zašpičatělými konci váží okolo 5,5 gramů a má jedno semeno o váze 3,8 gramů. Tento druh za příznivých podmínek plodí třikrát ročně, březen/duben, červen/červenec/ a září/říjen, za rok strom vyprodukuje asi 80 až 100 kg semen. Plodit začíná ve věku 5 až 8 let. Životnost stromů je 100 i více let.

## Pěstování
Roste nejlépe v tropickém klimatu s dostatkem srážek, 750 až 5000 mm za rok, přežije však i několikaměsíční období sucha. Nesnáší přemokření, preferuje dobře odvodněné půdy jen mírně kyselé. Snáší dobře i neplodné písčité a jílovité substráty. Dobře roste na plném slunci, je tolerantní i k zastínění. Vyskytuje se až do nadmořské výšky 1700 m. Není vhodný na mořská pobřeží, nepříznivě na něj působí slané mlhy.
Tempo jeho růstu je střední, odhaduje se na 0,75 až 1,5 m ze rok, počítá se s průměrným ročním přírůstkem 80 až 100 kg dřevní hmoty. Vyrůstá samovolně na plochách ležící ladem, dobře regeneruje, je možno jej prořezávat a tím udržovat v požadovaných tvarech a rozměrech.
Lze ho množit semeny i vybrané variety roubovat na semenáče. Semeno se používá až spadlé a odleželé na zemi, to je embryonální vývoj semene dokončen. Klíčivost si podržuje po dlouhou dobu. Netrpí žádnými závažnými chorobami ani škůdci, pouze mnoho živočichů má zálusk na jeho plody. (např. potkani, veverky).

## Využití
Primárními produkty jsou jeho semena i listy sloužící jako lidská potrava. Z celých semen a listů se připravují polévky a omáčky, z mouky semletých semen se vyrábí suchary, sušenky a další kulinářské výrobky. Mladých listů se užívá k přípravě salátů, staré listy slouží jako nádobí při stolování. V jihoasijské a v melanéské oblasti je to významný zdroj obživy domorodého obyvatelstva.
Vysazují se také uměle jako větrolamy nebo na plantážích ve společnosti jiných mladých rostlin, kterým poskytují stín, např. rambutan (Nephelium lappaceum), durian (Durio spp.), chlebovník (Artocapus camansi), parkie (Parkia spp.). Často se osazují na vyznačené hranice pozemků. Jeho dřeva se používá k výrobě papírů, kartonů, pro výrobu rukojetí k ručnímu nářadí, jako trámů při stavbě domů nebo prostě na pálení. Z lýka jsou pletena lana nebo vyráběny v Asií oblíbené lýkové tašky. Vyrábějí se z něho i rybářské vlasce, lýko odolává mořské vodě, nebo struny k drnkacím hudebním nástrojům.

## Klasifikace
Liánovec jedlý je variabilní rostlina, existuje několik variet, které mají rozdílný vzhled.
Varieta nejčastěji se vyskytující, strom dosahující výšky až 15 m:
- Gnetum gnemon L. var. gnemon

Variety keřovitého vzrůstu s výškou do 3 metrů:
- Gnetum gnemon L. var. brunonianum (Griff.) Markgr.,
- Gnetum gnemon L. var. gracile Markgr.,
- Gnetum gnemon L. var. grifthii (Parl.) Markgr.,
- Gnetum gnemon L. var. tenerum Markgr.